# 松尾清貴
松尾 清貴（まつお きよたか、1976年- ）は、日本の小説家。福岡県出身。

## 人物・経歴
福岡県生まれ。北九州工業高等専門学校中退。1997年までニューヨーク在住。帰国後アルバイトを経て2004年に「簡単な生活」でデビュー。

## 著作
- 松尾清貴『かごめかごめ』彩図社〈ぶんりき文庫〉、2001年10月。ISBN 9784883922185。
- 松尾清貴『簡単な生活』小学館、2004年2月。ISBN 4093861285。
- 松尾清貴『ルーシー・デズモンド』小学館、2006年9月。ISBN 4093861617。
- 松尾清貴『偏差値70の野球部』 レベル1 (難関合格編)、小学館〈小学館文庫〉、2012年5月。ISBN 9784094087208。
- 松尾清貴『偏差値70の野球部』 レベル2 (打撃理論編)、小学館〈小学館文庫〉、2012年5月。ISBN 9784094087215。
- 松尾清貴『偏差値70の野球部』 レベル3 (守備理論編)、小学館〈小学館文庫〉、2012年5月。ISBN 9784094087222。
- 松尾清貴『偏差値70の野球部』 レベル4 (実戦応用編)、小学館〈小学館文庫〉、2012年5月。ISBN 9784094087239。
- 松尾清貴『エルメスの手』小学館〈小学館文庫〉、2013年5月。ISBN 9784094088229。
- 松尾清貴『NO WAY OUT : 脱出不能』小学館〈小学館文庫〉、2014年1月。ISBN 9784094088885。
- 松尾清貴『あやかしの小瓶』小学館〈小学館文庫〉、2014年5月。ISBN 9784094060478。
- 松尾清貴『真田十勇士』 1 (忍術使い)、理論社、2015年11月。ISBN 9784652201329。
- 松尾清貴『真田十勇士』 2 (淀城の怪)、理論社、2016年1月。ISBN 9784652201336。
- 松尾清貴『真田十勇士』 3 (天下人の死)、理論社、2016年3月。ISBN 9784652201343。
- 松尾清貴『真田十勇士』 4 (信州戦争)、理論社、2016年8月。ISBN 9784652201350。
- 松尾清貴『真田十勇士』 5 (九度山小景)、理論社、2016年10月。ISBN 9784652201367。
- 松尾清貴『真田十勇士』 6 (大坂の陣. 上)、理論社、2017年2月。ISBN 9784652201633。
- 松尾清貴『真田十勇士』 7 (大坂の陣. 下)、理論社、2017年3月。ISBN 9784652201947。
- 松尾清貴『ちえもん』小学館、2020年9月。ISBN 9784093865739。

## ノベライズ・その他
- 松尾清貴『小説隠し砦の三悪人』小学館〈小学館文庫〉、2008年4月。ISBN 9784094082593。
- 松尾清貴『真田十勇士』小学館〈小学館文庫〉、2016年7月。ISBN 9784094063103。
- 曲亭馬琴(原作)、松尾清貴(文)『南総里見八犬伝』 1 (結城合戦始末)、静山社、2018年3月。ISBN 9784863894181。
- 曲亭馬琴(原作)、松尾清貴(文)『南総里見八犬伝』 2 (犬士と非犬士)、静山社、2019年4月。ISBN 9784863895133。
- 曲亭馬琴(原作)、松尾清貴(文)『南総里見八犬伝』 3 (美女と悪女)、静山社、2020年2月。ISBN 9784863895539。
- 曲亭馬琴(原作)、松尾清貴(文)『南総里見八犬伝』 4 (南総騒乱)、静山社、2020年10月。ISBN 9784863895805。
- 曲亭馬琴(原作)、松尾清貴(文)『南総里見八犬伝』 5 (八犬具足)、静山社、2021年3月。ISBN 9784863896086。